# La Dernière Lettre de son amant
Pour plus de détails, voir Fiche technique et Distribution.
La Dernière Lettre de son amant (The Last Letter from Your Lover) est un drame romantique franco-britannique réalisé par Augustine Frizzell, sorti en 2021. Il s'agit de l'adaptation du roman éponyme de Jojo Moyes.

## Synopsis
De nos jours, à Londres, une journaliste britannique au « London Chronicle » , Ellie Haworth, est chargée d'écrire un article sur une ancienne rédactrice en chef de son journal récemment décédée. Blessée par une rupture amoureuse, elle tente de l'oublier en se réfugiant dans les archives de sa rédaction où elle met la main sur d'intenses lettres d'amour échangées entre une certaine Jennifer Stirling, femme du monde, et son amant secret, le reporter Anthony O'Hare. Bouleversée par leurs écrits passionnés et leur relation interdite survenue dans les années 1960, fascinée par leur histoire, Ellie va tenter de retracer sa chronologie pour se rendre compte qu'elle est avant tout tragique et surtout qu'elle résonne avec sa situation sentimentale chaotique…

## Fiche technique
Sauf indication contraire, les informations mentionnées dans cette section peuvent être confirmées par la base de données cinématographiques IMDb,  présente dans la section « Liens externes ».
- Titre original : The Last Letter from Your Lover
- Titre français : La Dernière Lettre de son amant
- Réalisation : Augustine Frizzell
- Scénario :  Nick Payne et Esta Spalding, d'après le roman éponyme de Jojo Moyes
- Musique : Daniel Hart
- Direction artistique : Alice Sutton
- Décors : James Merifield
- Costumes : Anna Robbins
- Photographie : George Steel
- Montage : Melanie Oliver
- Production : Graham Broadbent, Pete Czernin, Stephen Traynor, Simone Urdl et Jennifer Weiss
- Production déléguée : Ruth Coady, Shana Eddy-Grouf, Ron Halpern, Felicity Jones, Ben Knight, Didier Lupfer, Diarmuid McKeown, Jojo Moyes, Patrice Theroux et Shailene Woodley
- Coproduction : Celia Duval, Rachel Clara Henochsberg et Mark Hubbard
- Sociétés de production : Blueprint Pictures, The Film Farm, Canal+ et Ciné+
- Société de distribution : StudioCanal
- Pays de production :  Royaume-Uni /  France
- Langue originale : anglais
- Format : couleur - 2.35:1
- Genre : drame romantique
- Durée : 110 minutes
- Dates de sortie  :
  - Belgique, France : 23 juillet 2021 (vidéo à la demande)
  - Royaume-Uni : 6 août 2021

## Distribution
- Felicity Jones (VF : Chloé Berthier) : Ellie Haworth
- Nabhaan Rizwan (VF : Valentin Merlet) : Rory McCallan
- Shailene Woodley (VF : Jessica Monceau) : Jennifer Stirling
  - Diana Kent (en) (VF : Danièle Douet) : Jennifer Stirling, âgée
- Callum Turner (VF : Rémi Bichet) : Anthony O'Hare
  - Ben Cross (VF : Mathieu Rivolier) : Anthony O'Hare, âgé
- Joe Alwyn (VF : Marc Arnaud) : Lawrence Stirling
- Ncuti Gatwa : Nick

## Production
En août 2019, on annonce qu'Augustine Frizzell serait la réalisatrice du film. En octobre, on apprend que Felicity Jones et Shailene Woodley sont engagées en tant qu'actrices et productrices déléguées.
Le tournage a lieu à Mallorca, le 14 octobre 2019.